# Jin (манґа)
Jin (яп. JIN-仁-, укр. «Джин») — японська сейнен-манґа, написана та проілюстрована Мотокою Муракамі, яка виходила в журналі Super Jump з 2000 по 2010 рік. Вона була зібрана у 20 танкобонів видавництвом Shueisha з 4 квітня 2001 року по 4 лютого 2011 року. Манга була адаптована у три телевізійні дорами: дві в Японії у 2009 та 2011 роках, а також у Південній Кореї у 2012 році. У 2017 році Мотока Муракамі самостійно опублікував свою манґу англійською мовою на Patreon.

## Сюжет
Джин Мінаката, звичайний нейрохірург, потрапляє в нещасний випадок після операції з невідомим пацієнтом і розуміє, що він відправився назад у часі та досяг кінця епохи Едо. Зустрічаючись з різними історичними персонажами, Джин засновує невелику клініку під назвою «Джиньюдо» і рятує тих, хто страждає від хвороб і травм, використовуючи свої медичні навички.

## Персонажі
- Джин Мінаката: нейрохірург у наш час.
- Сакі Тачібана: донька самурайської сім'ї, частина команди клініки Джиньюдо.
- Мікі Томонага: педіатр, наречена Джина. Була лише в телесеріалі.
- Нокадзе: ойран, яка неймовірно схожа на наречену Джина.
- Кіотаро Татібана: хатамото, старший брат Сакі.
- Юсуке Сабурі: західний лікар, команда клініки Джиньюдо.
- Джуньян Ямада: західний лікар, команда клініки Джиньюдо.
- Коан Огата: керівник Західної медичної школи.
- Тацугоро Шінмон: керівник пожежної служби.
- Ей Тачібана: вдова самурайської родини, мати Кіотаро та Сакі.
- Рінтаро Кацу: васал сьогунату Токугава, бос Кіотаро та Рьоми.

## Живі адаптації
Манга була вперше адаптована в історичну драму Jin, яка транслювалася на японській мережі TBS з 11 жовтня по 20 грудня 2009 року. За цим послідував другий сезон з 17 квітня по 26 червня 2011 року. У ньому знялися Такао Осава, Харука Аясе, Мікі Накатані, Масаакі Учіно та Тецуя Такеда.
Південнокорейська адаптація, драма «Dr. Jin» транслювалася на Munhwa Broadcasting Corporation з 26 травня по 12 серпня 2012 року. У ній знялися Сон Син Хон, Пак Мін Йон, Лі Бом Су, Кім Дже Джун з JYJ і Лі Со Йон.

## Сприйняття
Манґа здобула гран-прі культурної премії Тедзуки Осаму 2011 року. Вона вийшла накладом 8 мільйонів примірників в Японії.